# Borås Arena
Die Borås Arena ist ein Fußballstadion in der schwedischen Stadt Borås, Västra Götalands län. Es bietet 16.200 Plätze und ist die Heimspielstätte der Fußballclubs IF Elfsborg und Norrby IF.

## Geschichte
Der Bau der Borås Arena startete am 13. Dezember 2003. Die Anlage wurde 2005 fertiggestellt und am 17. April des Jahres eingeweiht. Im Rahmen der Eröffnung fand das erste offizielle Ligaspiel in der neuen Arena zwischen dem IF Elfsborg und Örgryte IS statt. Dabei erzielte Daniel Mobaeck das erste Tor im Stadion. Der Besucherrekord stammt vom 4. Juli 2005, als 17.083 Besucher die Partie IF Elfsborg gegen Kalmar FF sahen. Um ganzjährig gute Spielbedingungen vorweisen zu können, wurde auf der 105 m × 68 m großen Spielfläche ein Kunstrasen verlegt. Die Baukosten beliefen sich auf 112 Mio. SEK (rund 11,3 Mio. €).